# Odysseas Elytīs
Odysseas Elytīs (in greco Οδυσσέας Ελύτης?, AFI: [oðiˈseas eˈlitis]), pseudonimo di Odysseas Alepoudellīs, (in greco Οδυσσέας Αλεπουδέλλης?; Candia, 2 novembre 1911 – Atene, 18 marzo 1996) è stato un poeta greco.

## Biografia
Iscrittosi alla facoltà di giurisprudenza dell'Università di Atene, abbandonò gli studi per dedicarsi alla sua vera passione, la poesia. Iniziò a scrivere poesie nel 1935, proseguendo fino alla morte.
Fu uno dei maggiori rappresentanti del surrealismo in Grecia, apprezzato nelle sue poesie per il vigore dello stile. Tra le più importanti poesie del periodo surrealista Orientamenti (1940) e Sole, il primo (1943). Fu partecipe anche degli avvenimenti della seconda guerra mondiale, esperienza dalla quale trasse ispirazione per scrivere il poemetto epico Canto eroico e funebre per il sottotenente caduto in Albania (1945).
Nel 1979 gli fu conferito il Premio Nobel per la letteratura; tra le motivazioni del premio spicca il desiderio di libertà intellettuale e sviluppo della creatività, che traspare dalla sua poesia. Morì ad Atene nel 1996.
Ad Odysseas Elytīs è intitolato l'Aeroporto Internazionale di Mitilene, nell'Isola di Lesbo.

## Opere
- 1937 Clessidre dell'ignoto
- 1940 Orientamenti
- 1943 Sole, il primo

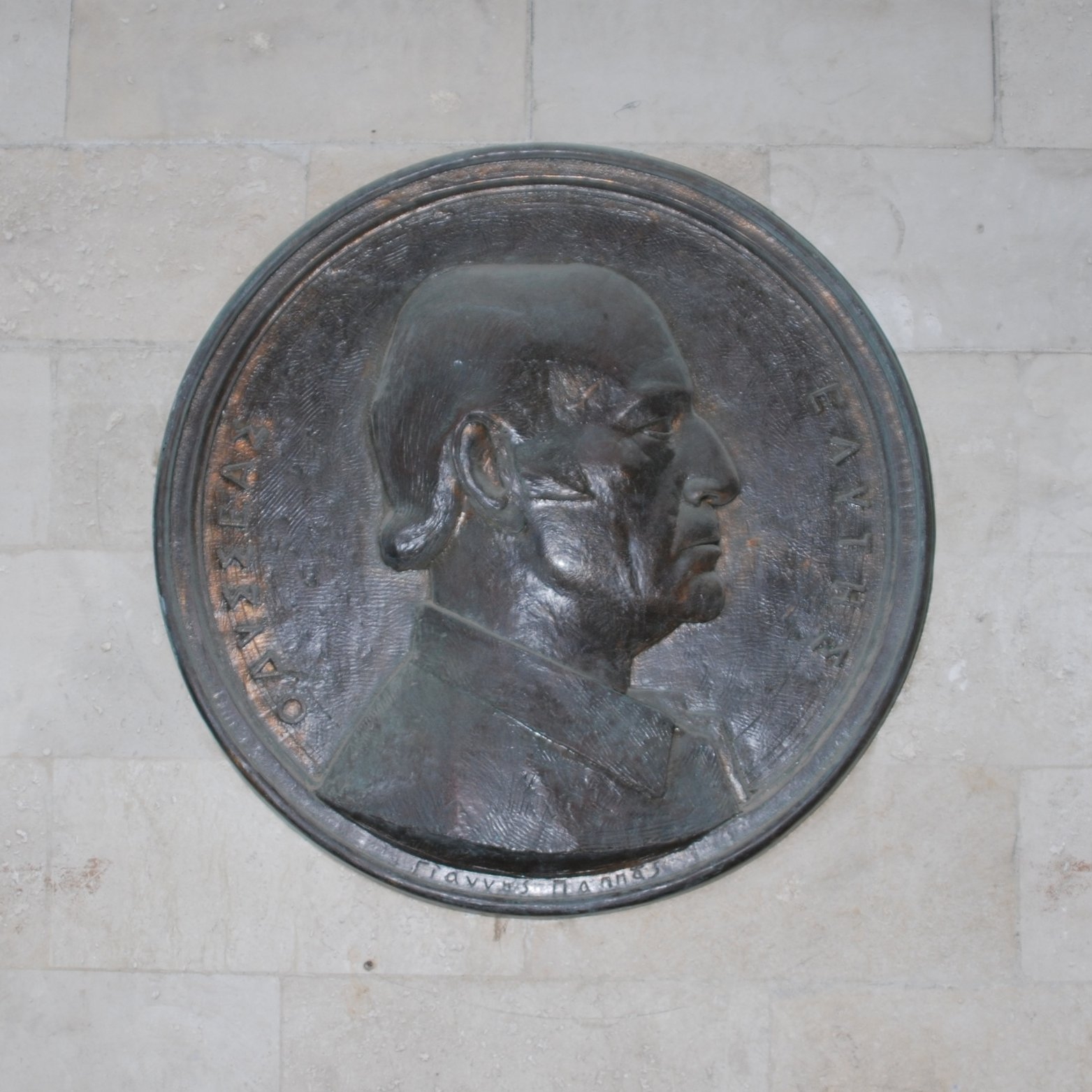
Placca che mostra l'effigie di Odysseas Elytis, premio Nobel per la letteratura, a Candia.

- 1945 Canto eroico e funebre per il sottotenente caduto in Albania
- 1959 Dignum est
- 1960 Sei più un rimorso per il cielo
- 1971 L'albero di luce e la quattordicesima bellezza
- 1971 Monogramma
- 1972 Gli R di amore
- 1974 I fratellastri
- 1974 Carte scoperte (raccolta di saggi)
- 1979 Maria Nefeli
- 1982 Tre poesie sotto bandiera ombra
- 1984 Diario di un invisibile aprile
- 1985 Piccolo marinaio
- 1991 Elegie di Oxòpetra
- 1992 Nel bianco (raccolta di saggi)
- 1995 A occidente del dolore
- 1995 Nel giardino degli inganni (raccolta di saggi)
- 1998 Da vicino (postumo)

Traduzioni in italiano:
- Sole il primo, Parma, Guanda, 1979
- Poesie-Prose, Utet, 1982
- Diario di un invisibile aprile, Milano, Crocetti, 1990
- Elegie, Milano, Crocetti, 1997
- È presto ancora, Roma, Donzelli, 2000
- Il giardino che entrava nel mare. Antologia, Lecce, Argo, 2004
- Il monogramma nel mondo, Roma, Donzelli, 2006
- Il metodo del dunque (e altri saggi sul lavoro del poeta) Donzelli, 2011